# Xavier Mathiot

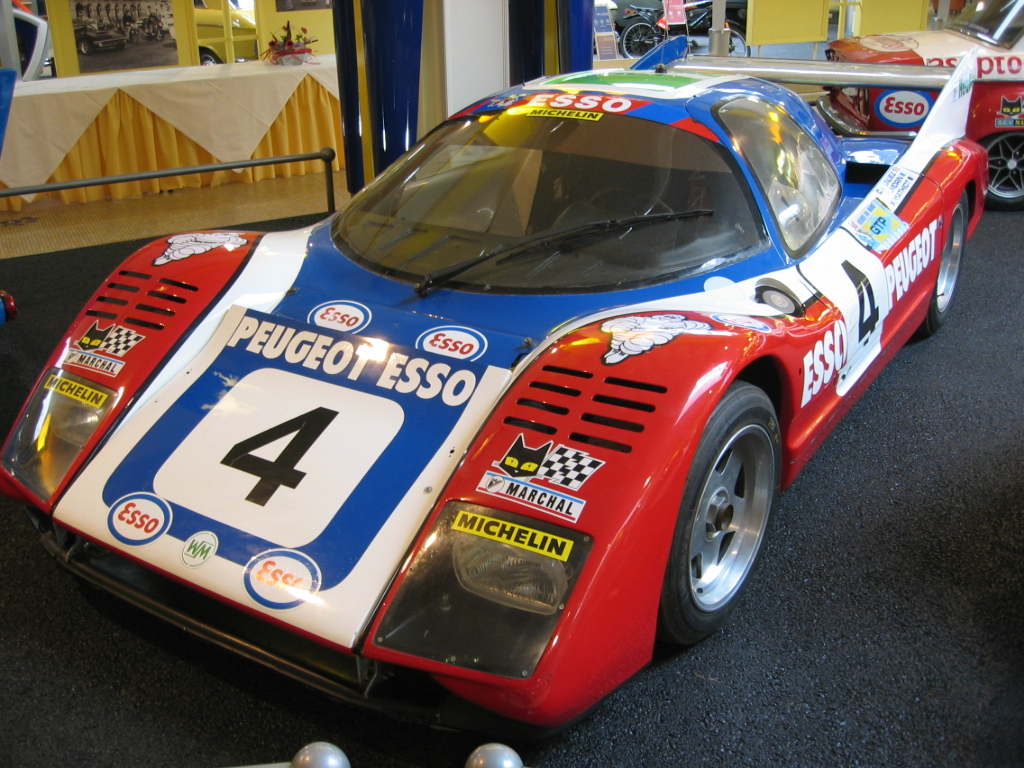
Der WM P80 mit dem Xavier Mathiot beim 24-Stunden-Rennen von Le Mans 1981 am Start war

Xavier Mathiot (* 12. November 1944 in Thorigny-sur-Marne) ist ein ehemaliger französischer Autorennfahrer.

## Karriere
Xavier Mathiot startete noch als Amateurrennfahrer 1967 bei der Trophée d’Auvergne und wurde auf einem BMW 2000 23. in der Gesamtwertung. Nach einigen weiteren lokalen GT- und Sportwagenrennen in Frankreich wurde er 1969 Profirennfahrer und war der erste Werksfahrer von Gérard Welter und dessen neuem Rennstall Welter Racing. Er bestritt das erste Rennen in der Geschichte dieses Rennteams 1969 in Circuit de Nevers Magny-Cours. Auf dem P69 wurde er bei einem Rennen zur französischen Sportwagenmeisterschaft Achter in der Gesamtwertung.
Nach zwei weiteren Jahren bei Welter stieg Mathiot 1972 in den Monoposto-Sport ein und ging vier Jahre in der Formel Renault an den Start. Seine beste Saison fuhr er 1974, als er auf einem Martini MK14 Achter in der Gesamtwertung der Meisterschaft wurde. Als nach vier Jahren in dieser Rennserie ein Aufstieg in eine höhere Monoposto-Klasse nicht mehr möglich schien, kehrte er 1976 zu Welter Racing zurück. Im selben Jahr gab er sein Debüt beim 24-Stunden-Rennen von Le Mans. Das Trio Claude Ballot-Léna, Guy Chasseuil und Mathiot stoppte ein Defekt am Kühler vorzeitig. Seine beste Gesamtplatzierung in Le Mans war der 13. Gesamtrang 1981. Ende dieses Jahres zog er sich vom Rennsport zurück und beendete seine Karriere.

## Statistik

### Le-Mans-Ergebnisse
| Jahr | Team                             | Fahrzeug  | Teamkollege   | Teamkollege        | Platzierung | Ausfallgrund     |
| ---- | -------------------------------- | --------- | ------------- | ------------------ | ----------- | ---------------- |
| 1976 | Ecurie Batteries-Piles TS        | WM P76    | Guy Chasseuil | Claude Ballot-Léna | Ausfall     | Defekt am Kühler |
| 1977 | WM A.E.RE.M.                     | WM P76    | Max Mamers    | Jean-Daniel Raulet | Rang 15     |                  |
| 1978 | WM A.E.R.E.M Team Esso Aseptogyl | WM P78    | Marc Sourd    | Christian Debias   | Ausfall     | Unfall           |
| 1981 | WM A.E.R.E.M                     | WM P79/80 | Denis Morin   | Charles Mendez     | Rang 13     |                  |